# ماد ماكس
ماكس المجنون (بالإنجليزية: Mad Max) هو فيلم أسترالي أنتج سنة 1979م من بطولة ميل غيبسون ويعد الجزء الأول من الفيلم، والذي يتحدث عن فترة ما بعد الكارثة البشرية، وانتشار قطاع الطرق فيها.

## مصدر
1. ↑  "Mad Max | The Mad Max Wiki | Fandom". اطلع عليه بتاريخ 2025-02-09.
2. 1 2 3 4 5 6 7  مذكور في: ماد ماكس. تاريخ النشر: 1979.
3. ↑  "قاعدة بيانات الأفلام على الإنترنت" (بالإنجليزية). Retrieved 2022-05-15.
4. ↑  وصلة مرجع: https://www.zweitausendeins.de/filmlexikon/?sucheNach=titel&wert=21501.
5. ↑  وصلة مرجع: http://www.boxofficemojo.com/movies/?id=madmax.htm.
6. 1 2  وصلة مرجع: https://www.aacta.org/aacta-awards/awards-history/1979/loadwinners/feature-film.
7. ↑  مذكور في: قاعدة بيانات الأفلام التشيكية السلوفاكية. لغة العمل أو لغة الاسم: التشيكية. تاريخ النشر: 2001.
8. ↑  وصلة مرجع: https://www.e-cinema.com/blog/article/top-10-des-films-pas-chers-qui-rapportent-un-max.
9. ↑  "بوكس أوفيس موجو" (بالإنجليزية). Retrieved 2022-05-15.
10. ↑  وصلة مرجع: https://web.archive.org/web/20110218045303/http://film.vic.gov.au/resources/documents/AA4_Aust_Box_office_report.pdf. الوصول: 4 أكتوبر 2023.

## وصلات خارجية
- الموقع الرسمي
- ماد ماكس على موقع IMDb (الإنجليزية)
- ماد ماكس على موقع ميتاكريتيك (الإنجليزية)
- ماد ماكس على موقع الموسوعة البريطانية (الإنجليزية)
- ماد ماكس على موقع روتن توميتوز (الإنجليزية)
- ماد ماكس على موقع نتفليكس (الإنجليزية)
- ماد ماكس على موقع قاعدة بيانات الأفلام العربية
- ماد ماكس على موقع ألو سيني (الفرنسية)
- ماد ماكس على موقع Turner Classic Movies (الإنجليزية)
- ماد ماكس على موقع أول موفي (الإنجليزية)
- ماد ماكس على موقع بوكس أوفيس موجو (الإنجليزية)